# Vier Lieder für das Pianoforte, op. 8
Vier Lieder für das Pianoforte, op. 8 de Fanny Mendelssohn va ser publicada tres anys després de la seva mort, el 1850 a Leipzig per l'editorial Breitkopf & Härtel.

## Obres op.8
És un cicle de quatre cançons
1. Allegro moderato (B menor)
2. Andante con espressione (A menor)
3. Lied (Lenau), Larghetto (Db major)
4. Wanderlied, Presto (E major)[2]

La n.1 (B menor) és una de les composicions més evocatives de Fanny Mendelsshon. Va ser composta el 1846, un any abans de la seva mort. Es diu que és una paraphrase d'un tema de l'obertura de la cantata Die erste Walpurgisnacht de Fèlix Mendelsshon.
La n.2 (A menor), més curta, amb un estil “magre i espartà” juga amb els contratemps a la línia del baix, en forma de pedals, que creen inestabilitat. Pot semblar el so d'unes campanes que repiquen constants.
La n.3 (Db major) porta com a subtítol Lied (Lenau), cosa que fa pensar que està inspirada en una poema del poeta Nikolas Lenau (1802-1859). No tenim constància que deixés per escrit de quin poema es tracta.
La n.4 (E major) porta el subtítol de Wanderlied (cançó de viatge). És un terme molt usat en obres romàntiques: peces líriques amb un acompanyament pianístic constant que ens permet “passejar-nos per la cançó”.

## Cançons sense paraules
Cançons sense paraules (Lieder ohne Worte, en alemany) és un terme que introdueixen Fèlix Mendelssohn i Fanny Mendelssohn amb les seves series de peces per a piano. Aquestes obres formen part de la tradició romàntica d'escriure breus peces líriques per a piano, tot i que el concepte específic de "Cançó sense paraules" era nou.
Les obres més conegudes són les de Fèlix Mendelssohn, però segons musicòlegs, Fanny Mendelssohn va ajudar a inspirar el concepte.
El cicle Vier Lieder für das pianoforte op.2 (1846) op.6 (1847) i op.8 (1850) de Fanny Mendelssohn són un clar exemple del gènere: "Cançons sense paraules".

## Conclusions
Només una petita part de les obres de Fanny Mendelssohn van ser publicades durant la seva vida i algunes d'elles, a nom del seu germà. La majoria de composicions de les quals en tenim constància actualment, van ser publicades a partir del 1980s. Això, combinat amb la dificultat d'accés als seus manuscrits (molts estan en mans privades) fa que sigui complicat entendre l'evolució del seu estil musical i l'anàlisi contextual de les obres que va escriure. Un tret estilístic propi que podem observar és l'ús de la textura melodia acompanyada. La trobem tant a peces per a piano (Vier lieder für das pianoforte op. 8, nºI i nºIV) com als Lieder per a veu i piano que va escriure.